# Jüdischer Friedhof (Firmenich)
Der Jüdische Friedhof Obergartzem lag etwa 30 m westlich der L11 zwischen Obergartzem und Satzvey, zwei Stadtteilen von Mechernich, im Kreis Euskirchen in Nordrhein-Westfalen.
Von dem jüdischen Friedhof, der mit nur 2 Grabstellen belegt wurde, ist nichts mehr zu sehen.
Wie der nachfolgende Katasterauszug aus dem Jahre 1901 belegt, befand er sich in der Gemarkung Obergartzem, Flur 9 auf den Flurstücken 59 und 60. Nach der Flurbereinigung befindet sich die Stelle in der Gemarkung Obergartzem, Flur 15, Flurstück 20 in Eigentum der Stadt Mechernich.
Wie lange der jüdische Friedhof existierte, kann nicht genau bestimmt werden. Eine Skizze aus dem Jahre 1939 gibt nur die beiden Grabstellen der Eheleute Koppel Schwarz und Caroline Levy wieder. Man kann davon ausgehen, dass der Friedhof kurz vor dem Tod der Caroline Levy im Jahre 1890 errichtet wurde und bis zur Umbettung des Ehepaares im Jahre 1940, auf Betreiben der Tochter Sara Rosa Schwarz, bestand. Die Grabstellen nebst Grabsteinen befinden sich auf dem jüdischen Friedhof an der Frauenberger Straße in Euskirchen.
Jüdische Familien verließen zwischen 1850 und 1875 immer wieder den heutigen Doppelort. Auf einer Tranchot-Karte aus dem Jahre 1815 ist kein Friedhof eingezeichnet.